# 23650 Čvančara
23650 Čvančara este un asteroid din centura principală de asteroizi.

## Descriere
23650 Čvančara este un asteroid din centura principală de asteroizi. A fost descoperit pe 07 februarie 1997 la Observatorul Kleť de Miloš Tichý. Asteroidul prezintă o orbită caracterizată de o semiaxă mare de 2,35 ua, o excentricitate de 0,09 și o înclinație de 5,4° în raport cu ecliptica.